# Athemus genaemaculatus
Athemus genaemaculatus is een keversoort uit de familie soldaatjes (Cantharidae). De wetenschappelijke naam van de soort werd in 1952 gepubliceerd door Wittmer.